# تيجان موس
تيجان موس هي ممثلة كندية، ولدت في 7 فبراير 1985 بفانكوفر في كندا.

## أعمال

### أفلام
- (1994) امرأة صغيرة[2]
- (2008) العين[3]
- (2010) تشارلي سانت كلود[4][5]

### مسلسلات
- الطبيب الجيد
- الملفات الغامضة

## وصلات خارجية
- تيجان موس على موقع IMDb (الإنجليزية)
- تيجان موس على موقع ألو سيني (الفرنسية)
- تيجان موس على موقع ميوزك برينز (الإنجليزية)
- تيجان موس على موقع أول موفي (الإنجليزية)
- تيجان موس على موقع قاعدة بيانات الأفلام السويدية (السويدية)
- تيجان موس على موقع قاعدة بيانات الفيلم (الإنجليزية)
- تيجان موس على موقع كينوبويسك (الروسية)